# Piteå IF Dam
Piteå IF DFF är en damfotbollsförening i Piteå, som blev fristående från Piteå IF 2017. Piteå IF, som grundades 1918, startade damfotbollsektionen 1985 med ett representationslag i dåvarande fjärdedivisionen. Säsongen 1988 slogs damsektionerna hos Piteå IF och Storfors AIK ihop, då Piteå fick överta Storfors plats i andradivisionen men degraderades direkt två år i följd. Till säsongen 1998 återkom Piteå till andradivisionen, och tio år senare kvalificerade sig Piteå för Damallsvenskan. Denna sejour varade en säsong, men Piteå avancerade åter till Damallsvenskan 2011 för att därefter etablera sig i denna.
Säsongerna 2015–2017 slutade Piteå trea eller fyra i tabellen, men inför säsongen 2018 hotades Piteå av tvångsnedflyttning på grund av ekonomiska problem. Föreningen redde upp situationen, och sportsligt kom säsongen att resultera i en historisk framgång genom att ett lag hemmahörande i Norrbottens län för första gången stått som svensk mästare i fotboll. Piteå vann även publikligan 2018, och publikintresset för föreningen var stort redan vid den damallsvenska debutsäsongen 2009. Mästartiteln följdes dock av fall utför, och 2021 slutade Piteå näst sist men utan att degraderas eftersom serien skulle utökas med två lag till säsongen därpå. Piteås nästa stora titel blev Svenska cupen 2023/24, efter finalseger med 1–0 borta mot BK Häcken FF den 1 maj 2024.
Seniorverksamhetens hemmaarena är LF Arena medan ungdomsverksamheten använder Nordlunda IP.

## Spelare

### Spelartruppen
| Nummer      | Land      | Spelare                | Födelsedatum     | Kom från             | Moderklubb             |           |
| Målvakter   | Målvakter | Målvakter              | Målvakter        | Målvakter            | Målvakter              | Målvakter |
| ----------- | --------- | ---------------------- | ---------------- | -------------------- | ---------------------- | --------- |
| 1           | Sverige   | Nichole Persson        | 30 augusti 1995  | Djurgårdens IF       | Bele Barkarby FF       |           |
| -           | USA       | Mandy McGlynn          | 3 november 1998  | NJ/NY Gotham         | Sandalwood High School |           |
| Försvarare  |           |                        |                  |                      |                        |           |
| 6           | Sverige   | Sofia Wännerdahl       | 13 december 1995 | Limhamn Bunkeflo     | Borgeby FK             |           |
| 14          | Nigeria   | Faith Ikidi            | 28 februari 1987 | Linköpings FC        | Novia Queens           |           |
| 16          | Sverige   | Maja Green             | 9 maj 1995       | Lidköpings FK        | Falköpings KIK         |           |
| 20          | Sverige   | Sofia Westerlund       | 24 augusti 2001  | Piteå IF U           | Södra United           |           |
| -           | Sverige   | Alexandra Benediktsson | 22 oktober 1994  | Vittsjö GIK          | Malmö FF               |           |
| Mittfältare |           |                        |                  |                      |                        |           |
| 4           | Sverige   | Josefin Johansson      | 17 mars 1988     | Sunnanå SK           | Assi IF                |           |
| 8           | USA       | Katrina Guillou        | 13 december 1993 | Morön BK             | Braddock Road          |           |
| 12          | Sverige   | Fanny Andersson        | 27 februari 1995 | Eskilstuna United    | Vaksala SK             |           |
| 15          | Sverige   | Ellen Löfqvist         | 8 oktober 1997   | Sundsvalls DFF       | Alnö IF                |           |
| 17          | Sverige   | Selina Henriksson      | 17 augusti 1998  | Umeå IK              | Kiruna FF              |           |
| 21          | Island    | Hlin Eiriksdóttir      | 0 december 2000  | Valur                | Valur                  |           |
| 22          | Sverige   | Hanna Andersson        | 17 oktober 2001  | Kopparbergs/Göteborg | Romelanda UF           |           |
| -           | Sverige   | Thea Bergsten          | 22 maj 2002      | Morön BK             | Sunnanå SK             |           |
| Anfallare   |           |                        |                  |                      |                        |           |
| 9           | Sverige   | Cajsa Hedlund          | 3 januari 1999   | Infjärdens SK        | Infjärdens SK          |           |
| 10          | Nigeria   | Anam Imo               | 30 november 2000 | FC Rosengård         | Nasarawa Amazons       |           |
| 11          | Sverige   | Cecilia Edlund         | 3 augusti 1994   | Alviks IK            | Trångfors IF           |           |
| -           | Sverige   | Emma Viklund           | 4 maj 2002       | Morön BK             | Morön BK               |           |

### Landslagsspelare som spelat för Piteå IF Dam
- Francisca Ordega
- Onome Ebi
- Rebecca Kalu
- Sarah Michael
- Faith Ikidi
- Ulunma Jerome
- Stephanie Labbé
- Melissa Tancredi
- Carmelia Moscato
- Brittany Timko
- Fiona O'Sullivan
- Lydia Williams
- Anna Westerlund
- Hallbera Gísladóttir
- Pauline Hammarlund
- Nina Jakobsson
- Josefin Johansson
- Hilda Carlén
- Emilia Appelqvist
- Madelen Janogy
- Lotta Ökvist U-19 Europamästare
- Ronja Aronsson  U-19 Europamästare

## Divisioner och placering genom tiderna
Förutom säsongen 2008 och 2010 när Piteå vann Norrettan har Piteå blivit tvåa i Norrettan tre gånger.
| Resultat |                |           |                  |               |                                                           |                                                                                              |
| År       | Division       | Placering | Upp/nedflyttning | Svenska cupen | Uefa Women's Champions League                             | Övrigt                                                                                       |
| 1985     | div 4          | 6         |                  |               |                                                           |                                                                                              |
| 1986     | div 4          | 7         |                  |               |                                                           |                                                                                              |
| 1987     | div 4          | 6         |                  |               |                                                           |                                                                                              |
| 1988     | div 1          | 10        | nedflyttning     |               |                                                           | Slogs ihop med Storfors AIK och fick ta över Storfors plats i andradivisionen                |
| 1989     | div 2          | 12        | nedflyttning     |               |                                                           |                                                                                              |
| 1990     | div 3          | 4         |                  |               |                                                           |                                                                                              |
| 1991     | div 3          | 1         | Uppflyttning     |               |                                                           |                                                                                              |
| 1992     | div 2          | 8         |                  |               |                                                           |                                                                                              |
| 1993     | div 2          | 4         |                  |               |                                                           |                                                                                              |
| 1994     | div 2          | 5         |                  |               |                                                           |                                                                                              |
| 1995     | div 2          | 6         |                  |               |                                                           |                                                                                              |
| 1996     | div 2          | 2         |                  |               |                                                           |                                                                                              |
| 1997     | div 2          | 1         | Uppflyttning     |               |                                                           |                                                                                              |
| 1998     | div 1          | 2         |                  |               |                                                           |                                                                                              |
| 1999     | div 1          | 2         |                  |               |                                                           |                                                                                              |
| 2000     | div 1          | 8         | Nedflyttning     |               |                                                           |                                                                                              |
| 2001     | div 2          | 1         | Uppflyttning     |               |                                                           |                                                                                              |
| 2002     | div 1          | 9         |                  |               |                                                           |                                                                                              |
| 2003     | div 1          | 11        | Nedflyttning     |               |                                                           |                                                                                              |
| 2004     | div 2          | 3         |                  |               |                                                           |                                                                                              |
| 2005     | div 2          | 1         | Uppflyttning     |               |                                                           |                                                                                              |
| 2006     | div 1          | 6         |                  |               |                                                           |                                                                                              |
| 2007     | div 1          | 2         |                  |               |                                                           |                                                                                              |
| 2008     | div 1          | 1         | Uppflyttning     |               |                                                           |                                                                                              |
| 2009     | Damallsvenskan | 11        | Nedflyttning     | Kvartsfinal   |                                                           |                                                                                              |
| 2010     | div 1          | 1         | Uppflyttning     |               |                                                           |                                                                                              |
| 2011     | Damallsvenskan | 10        |                  |               |                                                           |                                                                                              |
| 2012     | Damallsvenskan | 10        |                  | Kvartsfinal   |                                                           |                                                                                              |
| 2013     | Damallsvenskan | 6         |                  |               |                                                           |                                                                                              |
| 2014     | Damallsvenskan | 9         |                  | Kvartsfinal   |                                                           |                                                                                              |
| 2015     | Damallsvenskan | 3         |                  | Kvartsfinal   |                                                           | Årets back, Faith Ikidi                                                                      |
| 2016     | Damallsvenskan | 4         |                  | Semifinal     |                                                           |                                                                                              |
| 2017     | Damallsvenskan | 4         |                  | Kvartsfinal   |                                                           |                                                                                              |
| 2018     | Damallsvenskan | 1         | Svenska mästare  | Gruppspel     |                                                           | Mest värdefulla spelaren i Damallsvenskan Julia Karlernäs och Årets tränare Stellan Carlsson |
| 2019     | Damallsvenskan | 6         |                  | Semifinal     | Utslagna i sextondelsfinalen. (Totalt 1-2 mot Brøndby IF) |                                                                                              |
| 2020     | Damallsvenskan | 8         |                  | Inställd      |                                                           | Cupen inställd pga. covid-19-pandemin. Piteå hade då spelat en match i gruppspelet.          |
| 2021     | Damallsvenskan | 11        |                  | Omgång 3      |                                                           |                                                                                              |
| 2022     | Damallsvenskan | 7         |                  | Gruppspel     |                                                           |                                                                                              |
| 2023     | Damallsvenskan | ?         |                  | Semifinal     |                                                           |                                                                                              |

## Piteå Summer Games
Piteå IF är en av två arrangerande föreningar av Piteå Summer Games som är Sveriges näst största fotbollsturnering för barn och ungdomar, med över 700 deltagande lag från hela världen.